# Station Sulejówek Miłosna
Station Sulejówek Miłosna is een spoorwegstation in de Poolse plaats Sulejówek.